# 栽培

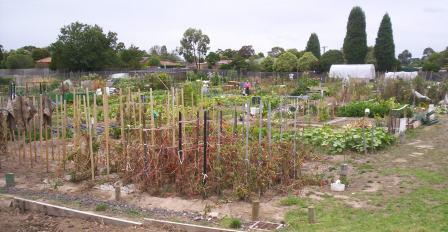
市民農園での栽培（メルボルン）

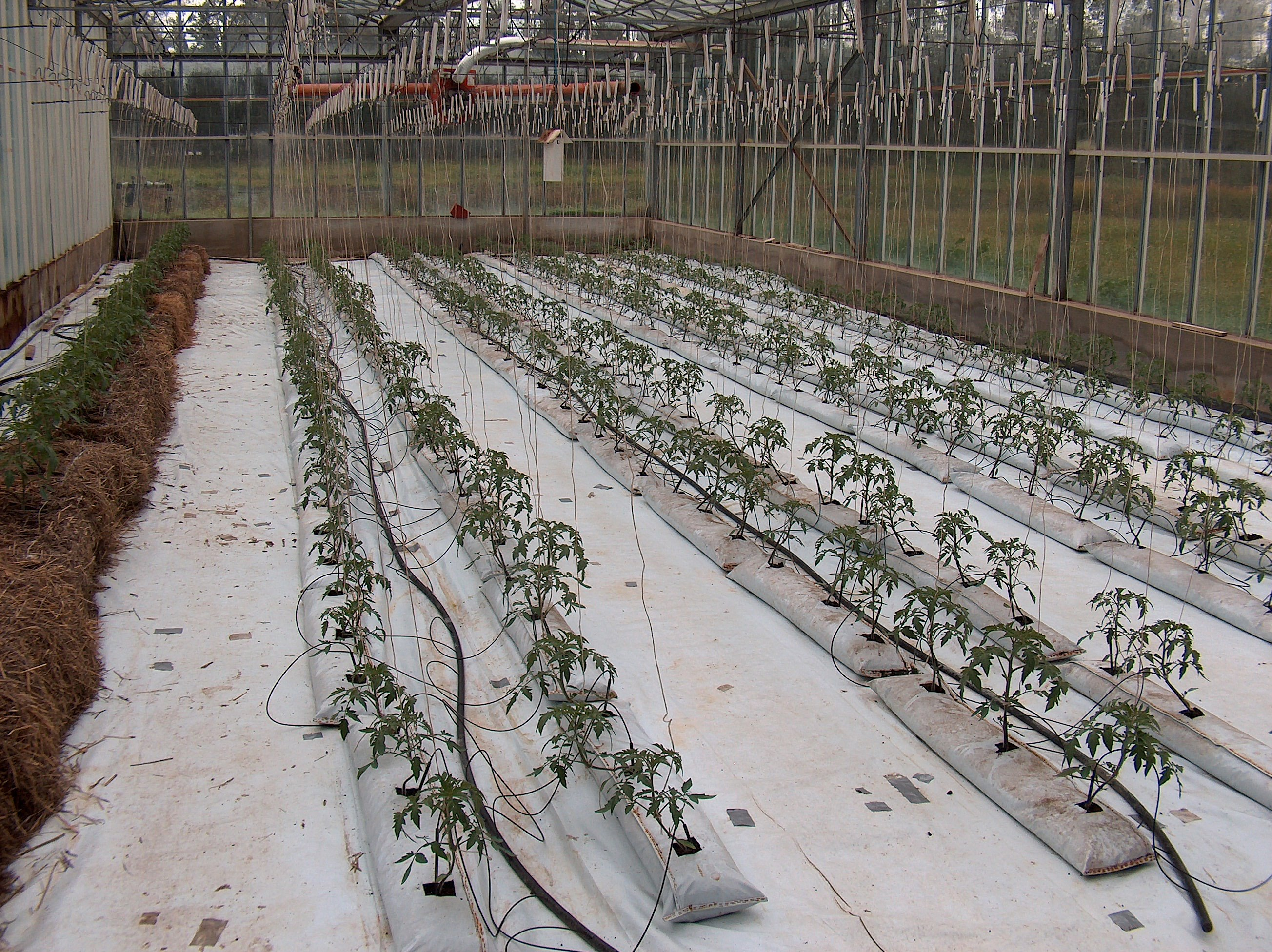
水耕栽培

栽培（さいばい、英: cultivation）とは一般に、野菜や樹木などの植物、キノコ、藻類などを植えて育てることである。育った植物を観賞したり、収穫して花や葉や果実などを食用・薬用・観賞用などの様々な用途に利用したりするなどの目的で行われる。

## 栽培手法
植物を自然の土地や畑、つまり大空のもと、屋根やハウス無しで育てることは「露地栽培」と言い、植物を地面の上に作ったビニールハウス（いわゆる「ハウス」、木、竹、鉄材などで骨組みをつくり、これに塩化ビニルやポリエチレンなどのフィルムをかぶせた簡易式の建物のようなもの）の中で栽培することは「ハウス栽培」と言う。また土を使わないで、植物の根を水に浸す方法で栽培することは「水耕栽培」と言う。
一方、人間が栽培していないのに自力で増えたり成長している植物を野生植物と言うが、そうした野生植物に人間が手を加えること、野生と栽培の中間的な状態で育てることを「半栽培」と言う。
上記以外にも、以下のように様々な栽培手法が存在する。
- 促成栽培
- 原木栽培
- 早期栽培
- 不耕起栽培
- 有機農法（有機栽培）
- 無農薬栽培
- 養液栽培
- 有機養液栽培
- 抑制栽培
- 菌床栽培
- マルチ栽培
- トロ箱栽培
- ブドウ栽培
- 草生栽培
- 工場栽培

## 有効積算温度
作物を植えてから収穫するまでの全期間の温度として日平均気温10℃以上の期間の日平均気温を積算したものを有効積算温度（単位：度日）という。例えばムギは800-2000度日であり、イネは2800-3800度日であり、ムギは寒冷地に向き、イネは温暖地に向くことがわかる。

## 栽培園
栽培を行っている場所、施設は栽培園と呼ばれる。栽培しているものが果樹であれば果樹園、野菜・蔬菜の野菜畑やハウスであれば菜園、青果栽培園や野菜園などと呼ぶ。

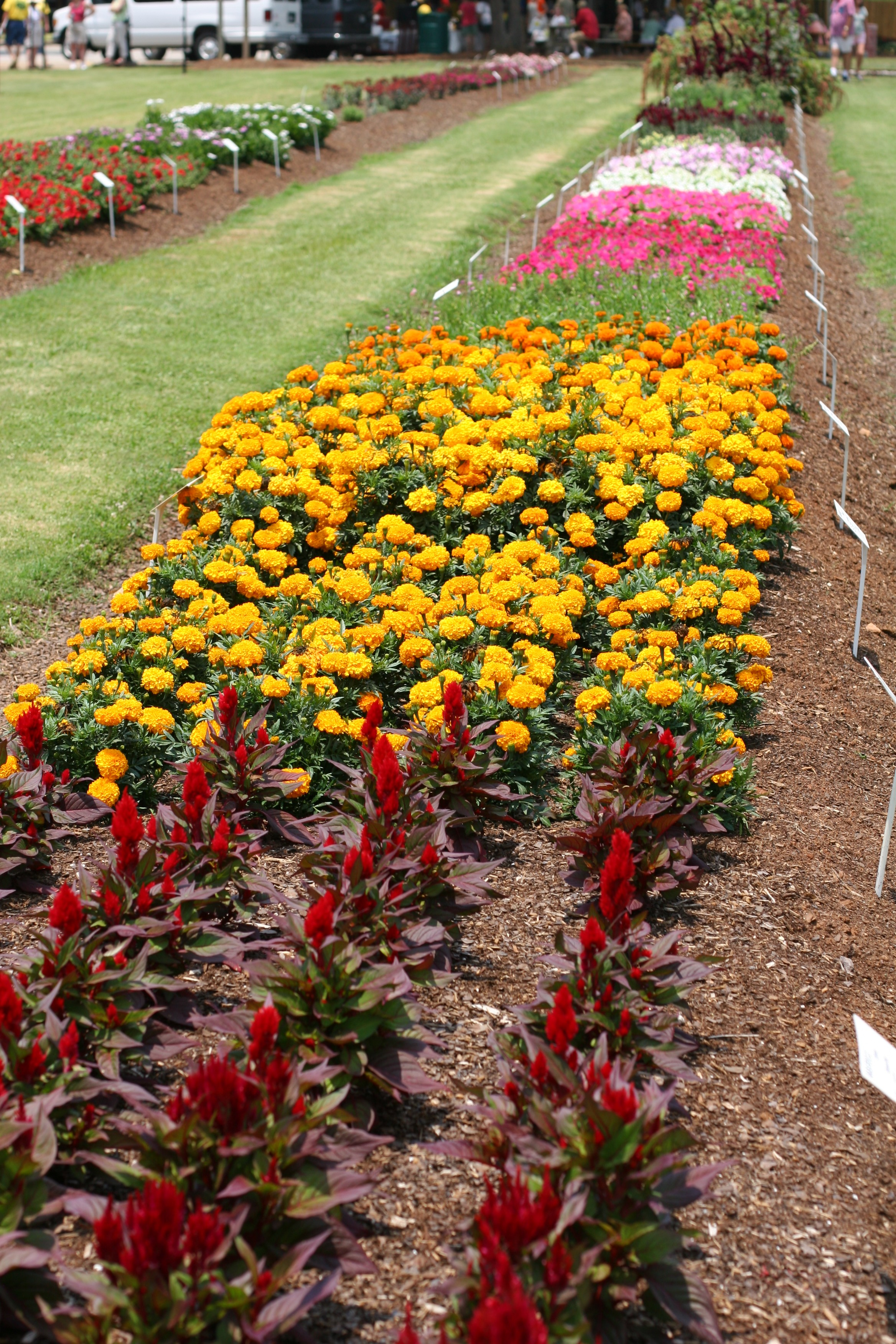
パークシードトライアルガーデンでのマリーゴールドのAAS試験の一例

このほか、試験的・実験的栽培園をトライアルガーデン（Trial_garden）と呼ばれている。トライアルガーデンとは、植物の実験・試験や評価を目的として特別に栽培を行っている庭園の一種である。大学や研究機関、植物育種業者、園芸関連企業がトライアルガーデンを所有することが多く、また多くの私立・公立植物園やプロの園芸ジャーナリストや造園家もトライアルガーデンを持っている場合がある。伝統的な試験モデルでは、新しく開発された品種の植物を、発芽・繁殖から成熟、種子から収穫までのライフサイクルを通じて、最も近い類似の業界標準の植物と比較している。新品種を既存の品種と並べて栽培することで、研究者はその新品種が本当に優れているのか、優れているとすればどのような点なのかを判断することができるのである。
たとえば、カナダ・オンタリオ州のケテルビーとアンスノールヴェルトの近くにあるマッククロプス研究所栽培園では、ゲルフ大学が運営し、新種のテストと植物病理学研究所を併設。泥土で育つ植物を中心に扱っている。
造園家であれば誰でも、特定の庭の環境下で、どの植物が最もうまく育成されるかを調べるため、個人所有のトライアルガーデンづくりを楽しむことができようが、つくるガーデンはトライアルプログラムが植物の配置によるバイアスのリスクを最小限に抑えるために、無作為な複製プロットを備えられた科学的デザインで、非常にフォーマルな形式である。そしてボランティアの照査員が、新しい花の形、花の色、葉の上の花の見え方、香り、花期の長さ、病気や害虫に対する耐性や抵抗力など、望ましい品質について品物を評価。野菜の場合は、収穫までのスピード、総収量、果実の味、果実の品質、収穫のしやすさ、植物の習性、植物病への抵抗性、害虫への抵抗力など、形質が評価される。
企業組織、研究機関などが所有するガーデンの形式は、栽培する品種によって圃場タイプや温室（室内庭園）など、さまざまである。
日本ではまた、呼び名も研究栽培農園（鈴鹿の森庭園研究栽培農園赤塚植物園）、
試験園（山梨県森林総合研究所 富士吉田試験園、国立研究開発法人 森林研究・整備機構試験園など）、
栽培試験地（長野県薬剤師会 薬草の森りんどう 菅平薬草栽培試験地、ハウス栽培のものは瀬波南国フルーツ園パッションフルーツ試験栽培ハウスなど）、試験栽培園（新宿区立鶴巻小学校みょうがの試験栽培園、静岡市葵区平野の大河内生涯学習交流館（大河内地区センター）前試験栽培園、山梨県立農林高等学校醸造用ブドウ試験栽培園「釜無川ヴィンヤード」など）
栽培試験園（和歌山県果樹試験場かき・もも研究所モモ栽培試験園のほか、熊本県や千葉大学など）、実験園（釜無ホテイアツモリソウ　パノラマ山麓実験園など）、生態実験園（広島大学生態実験園（東広島植物園）や千葉県立中央博物館生態実験園など）、実験園場（東京大学大学院理学系研究科附属植物園小石川樹木実験園場、植物実験所（東京大学旧緑地植物実験所、現・東京大学大学院農学生命科学研究科附属生態調和農学機構）、
実験植物園（国立科学博物館付属筑波実験植物園（つくば植物園）など）、実験庭園（兵庫県立淡路景観園芸学校全寮制の宿舎の前の実験庭園）、栽培実験園（長久手・ラブネィチャー御岳山薬草栽培実験園、北里大学薬学部ミシマサイコ栽培実験園など）、実験栽培園（北海道大学大学院薬学研究院・薬学部薬草園実験栽培園、就実大学・就実短期大学薬用植物園実験栽培園など）と、各組織で異なる。

### 関連機関
- オール・アメリカ・セレクションズ（en:All-America Selections、AAS）。米国とカナダの40ヶ所以上のトライアルガーデンをコーディネートしている。
- 王立園芸協会（Royal Horticultural Society, RHS）。英国内のトライアルガーデンをコーディネート。

## その他
樹木など大きく育てあげることや一から育てること、長年に渡って育てることなどは「育成」と言って区別する場合がある。また植物に限らず、魚介類などを養殖して育てる場合にも「栽培」と言うことがある（これについては養殖を参照のこと）。